# 서로인

서로인

서로인(영어: sirloin)은 서양식 쇠고기 부위이다.
소 허리 등심에서 추출한 것으로, 우둔살 스테이크와 같은 부위이다. 서로인은 부드러운 정도에 따라 두 가지 부위로 또 다시 나뉘는데, 어퍼 서로인이 로어 서로인보다 더 비싸고 부드럽다. 서로인 스테이크는 스테이크하우스에서 감자튀김, 브로콜리, 당근, 콩, 감자등과 곁들여 제공되는 것을 자주 볼 수있다. 잘 알려진 요리법은 그릴에 굽거나 가열하는 것이다.

## 같이 보기
- 라운드
- 럼프
- 쇼트 로인
- 안심
- 채끝
- 스트립